# Alfred Leonhard Tietz

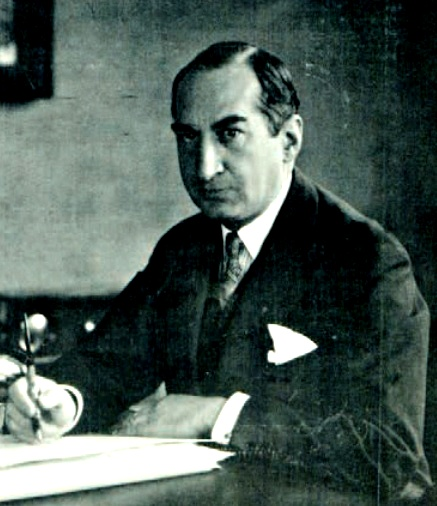
Alfred Leonhard Tietz vor 1933

Alfred Leonhard Tietz (* 8. Juni 1883 in Stralsund; † 4. August 1941 in Jerusalem) war ein deutsch-jüdischer Kaufmann und Warenhaus-Unternehmer. Er war der älteste Sohn des Kaufhausgründers Leonhard Tietz.

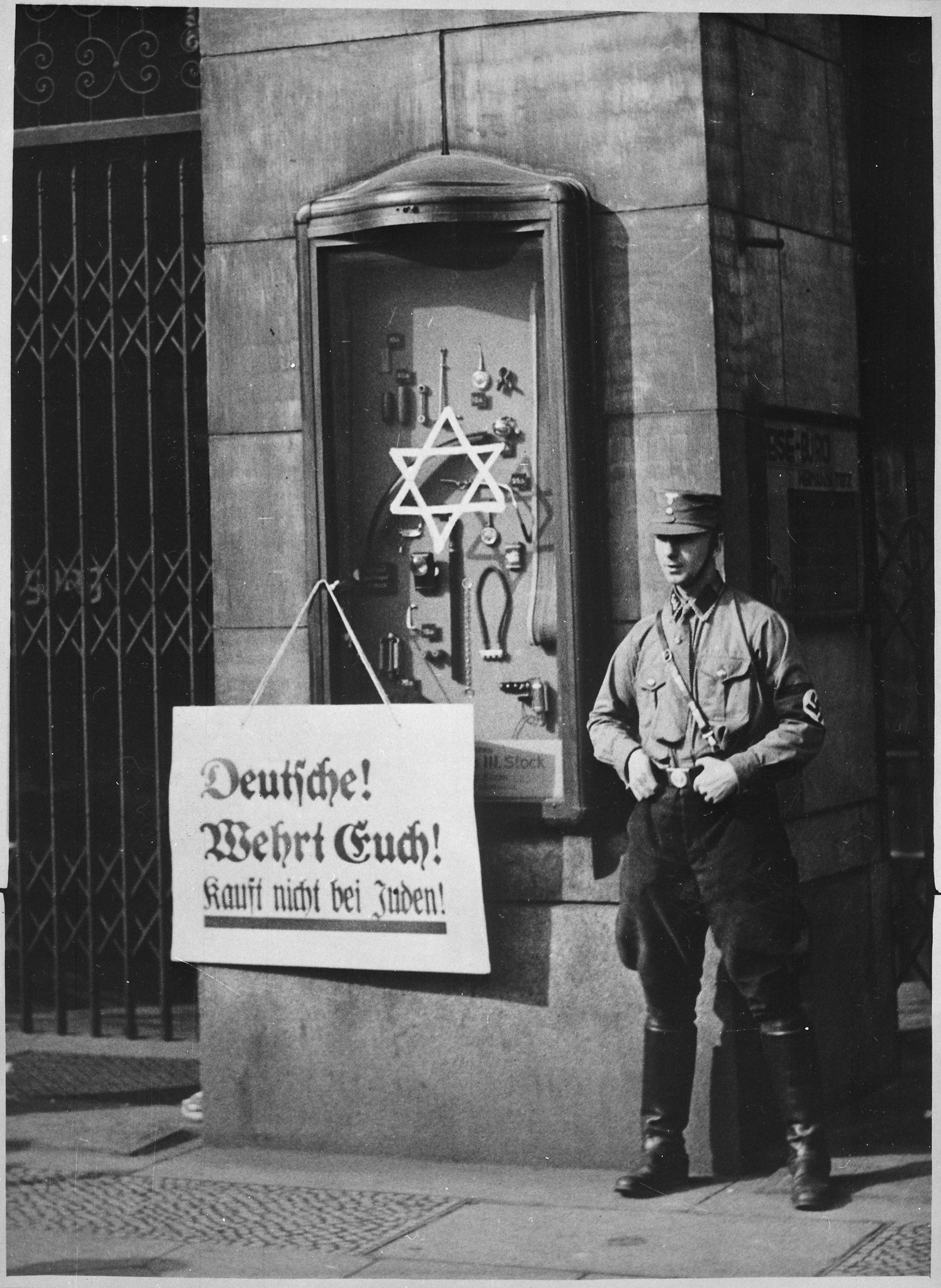
SA-Mitglied vor dem Warenhaus Tietz in Berlin während des Judenboykotts am 1. April 1933

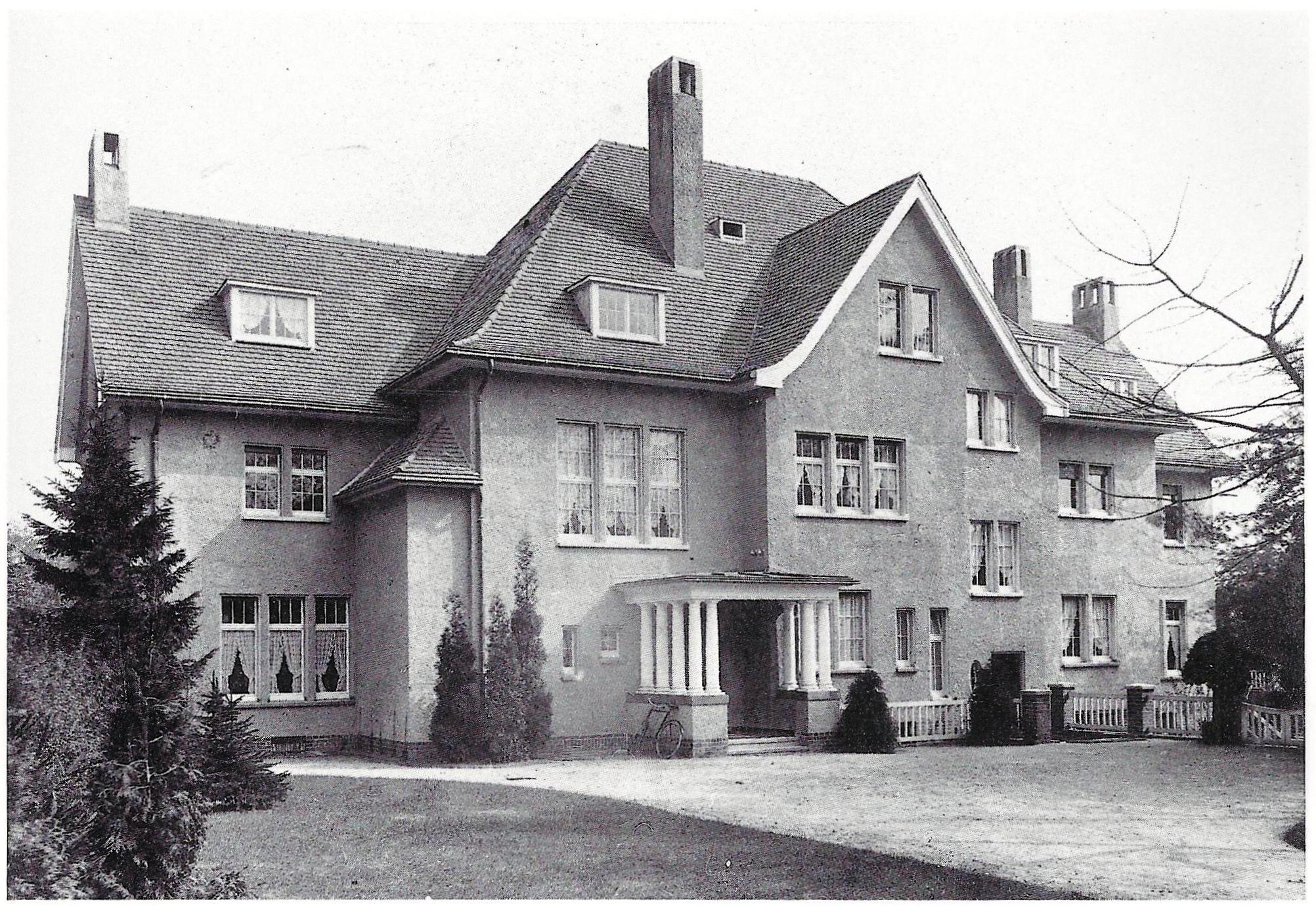
Parkstraße 61 – Villa Tietz 1909

## Leben
Die Familiendynastie Tietz war weitverzweigt. Nach Absolvierung der Handelsschule in Köln arbeitete Alfred Leonhard als Lehrling im Kaufhaus seines Vaters Leonhard Tietz, wo er 1907 zum Prokuristen aufstieg. Bereits 1910 gehörte er dem Vorstand des Unternehmens an.
1909 heiratete er die aus Berlin stammende Tochter eines jüdischen Großhändlers, Margarete Caecilie Dzialoszynski. Nach dem Tod seines Vaters im Jahr 1914 übernahm Alfred mit 31 Jahren den Kaufhauskonzern Leonard Tietz AG mit 5.000 Beschäftigten. Die Hauptverwaltung des Mehrabteilungskaufhauses wurde 1891 nach Köln verlegt. Unter Alfreds Führung besaß im Jahre 1929 der Tietz-Konzern bereits 43 Filialen mit 15.000 Beschäftigten.
Im Ersten Weltkrieg wurde Alfred Tietz zum Wehrdienst eingezogen. Seine Frau übernahm in dieser Zeit zahlreiche karitative und soziale Aufgaben in Köln. Nach dem Krieg baute Alfred Tietz das Unternehmen trotz Schwierigkeiten in der Hyperinflation weiter aus. Das Ehepaar gehörte zu den angesehenen liberalen Vertretern des Kölner Judentums. Alfred Tietz war Mitglied des Deutschen Industrie- und Handelstages und im Vorstand von zahlreichen karitativen Organisationen, wie dem Jüdischen Krankenhaus oder dem Kuratorium des Jüdischen Asyls.
Bereits kurz nach der „Machtergreifung“ durch Adolf Hitler gab es am 1. April 1933 einen Aufruf zum Boykott jüdischer Geschäfte. Tietz selbst blieb zunächst Vorstandsmitglied, sah sich jedoch vor dem Hintergrund des SA-Terrors gegen mehrere Niederlassungen und angesichts der Bankendrohung, sämtliche Kreditlinien zu kündigen, noch im selben Monat zum Rücktritt aus dem Unternehmensvorstand gezwungen, um die im Rahmen der Arisierung geforderte „arische Vorstandsmehrheit“ zu ermöglichen. Er bat deshalb seinen „arischen“ Freund Otto Baier, die Geschäftsführung des Warenhauskonzerns zu übernehmen. Tietz trat am 3. April 1933 aus dem Ehrenvorstand, am 25. September 1934 aus dem Aufsichtsrat des Konzerns aus. Er und sein Partner Julius Schloss mussten ihre Aktien, deren Kurswert im Laufe der Hetzkampagne von 300 % auf 11 % gefallen war, an die neuen Mehrheitseigentümer verkaufen. Als Eigentümer des im Juli 1933 in „West-Deutscher Kaufhof“ umbenannten Konzerns fungierten seither die Commerzbank, Deutsche Bank und Dresdner Bank.

## Flucht
Alfred Tietz floh 1933 mit seiner Ehefrau Margarete aus Furcht vor antisemitischen Aktionen zunächst von Köln in das bis 1935 unter Aufsicht des Völkerbundes stehende Saargebiet. 1934 emigrierte er nach Amsterdam, wohin sich bereits im April 1933 seine Mutter Flora und seine drei Kinder geflüchtet haben. Durch glückliche Umstände konnte er unmittelbar vor dem Einmarsch der Wehrmacht nach Amsterdam mit dem letzten auslaufenden Schiff nach Palästina entkommen, wo er am 4. August 1941 in Jerusalem starb.

## Villa Tietz
Bereits Vater Leonhard Tietz bewohnte eine noble Villa mit großem Park in der Villenkolonie Köln-Marienburg, Parkstraße 61. Das Anwesen wurde etwa 1909 errichtet und nach dem Tod des Vaters durch Alfred und seine Familie bewohnt. Haus & Garten unter Oskar Wlach und Josef Frank statteten das Damenzimmer aus. Als Alfred Tietz floh, war die Villa zunächst unbewohnt; im Jahr 1940 wurde sie gegen eine Ablösesumme von 100.000 RM durch Konsul Gustav Valentin Roosen erworben. Sie blieb ihm jedoch nicht lange erhalten, denn sie brannte kriegsbedingt am 24. Oktober 1944 bis auf die Grundmauern aus. Nachdem die Stadt Köln für einen Wiederaufbau gesorgt hatte, zog hier die Hauptverwaltung des britischen Soldatensenders British Forces Broadcasting Service am 1. Februar 1954 ein und richtete darin sowohl Radiostudios als auch ein Plattenarchiv ein.
Das Anwesen bestand aus zwei Gebäuden, welche durch einen Betongang miteinander verbunden waren. In einem der beiden Häuser waren die Büros untergebracht, im anderen die Studios und das Schallplattenarchiv. In dem Gang standen bis 1986 Schränke mit Schellackplatten, die an einen Sammler verkauft wurden. Eine breite Holztreppe in der Eingangshalle verband die Etagen. Der Regieraum zwischen den Studios war ein ehemaliges Badezimmer. Hier blieb der Militärsender bis Oktober 1990 und zog dann nach Herford auf ein Kasernengelände um.

## Ehrungen

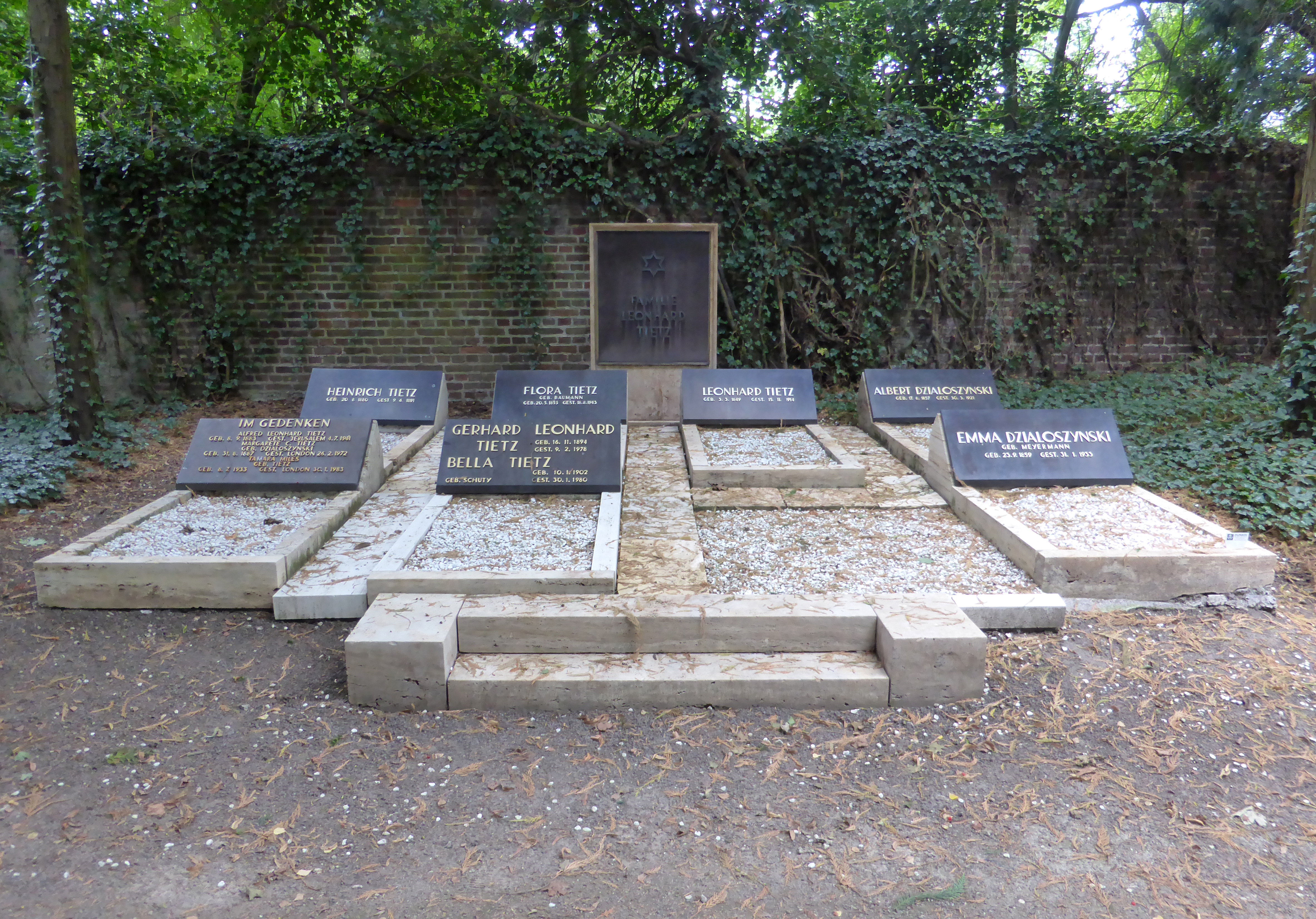
Gedenktafel für Margarete und Alfred L. Tietz (links vorn) auf dem Jüdischen Friedhof Köln-Bocklemünd

Auf dem Jüdischen Friedhof in Köln-Bocklemünd erinnert eine Gedenktafel an das Ehepaar Margarete und Alfred L. Tietz.
Am 18. März 2019 wurden auf Initiative der Sektion Rheinland Köln des Deutschen Alpenvereins vor dem ehemaligen Wohnhaus Parkstraße 61 und an seiner Wirkungsstätte Gürzenichstraße 2 vom Künstler Gunter Demnig Stolpersteine zum Gedenken an Alfred Leonhard Tietz und seine Familie verlegt.

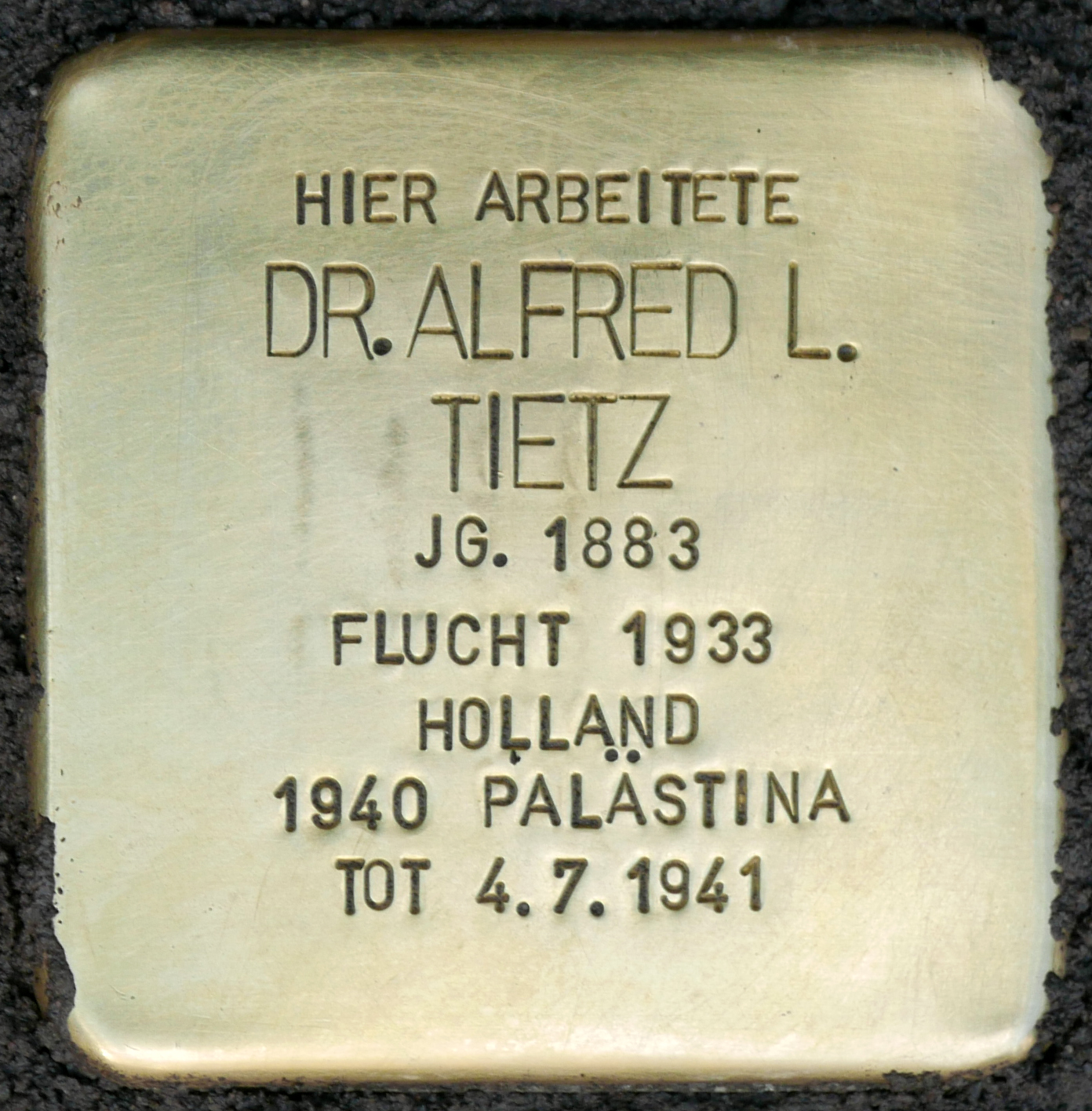
Stolperstein für Alfred Tietz vor dem Kaufhof,  Gürzenichstraße 2
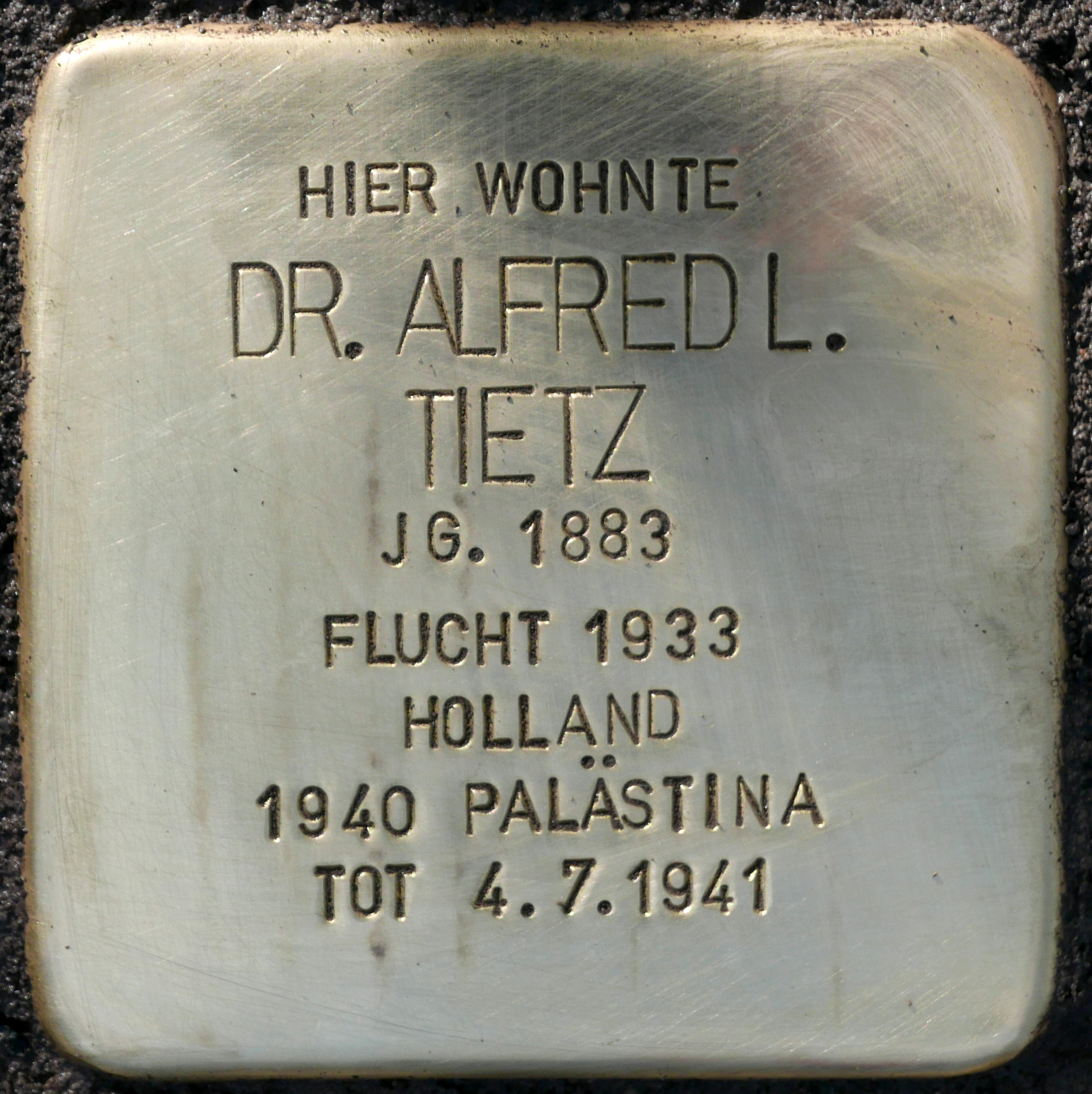
Stolperstein für Alfred Tietz vor der Parkstraße 61
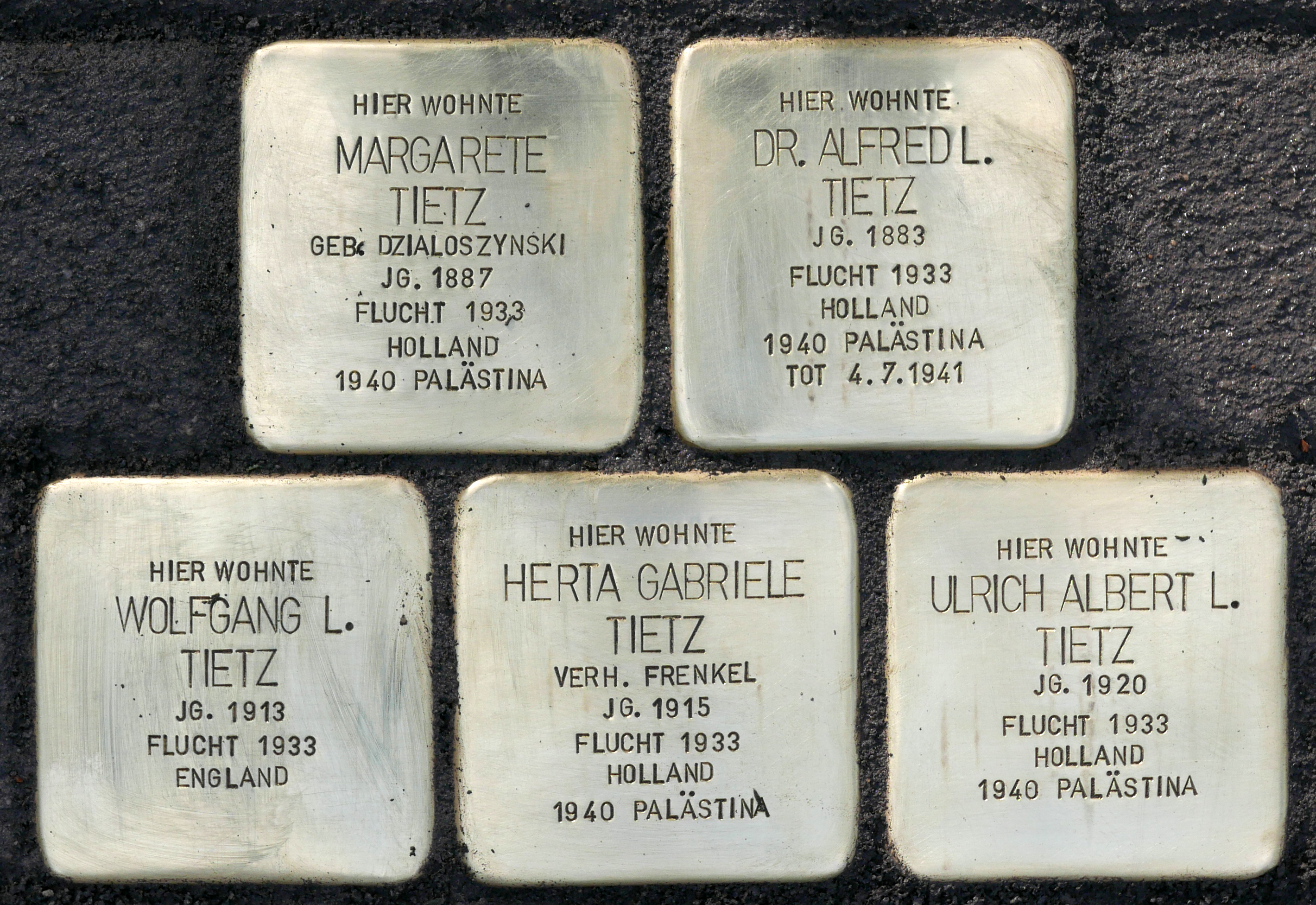
Stolpersteine für Familie Tietz vor der Parkstraße 61